# Гребініченко Григорій Іванович
Григорій Іванович Гребініченко (нар. 26 січня 1942, с. Гута, Обухівський район, Київська область) — український співак (тенор), Заслужений працівник культури України.

## Життєпис
Гребініченко Григорій Іванович народився  26 січня 1942 року в  с. Гута Богуславського району Київської області.
Батько, Іван Іванович Гребініченко, загинув у Другій світовій війні у боях в Румунії, коли Григорію було два роки. Григорій був солістом шкільного хору. Старші класи закінчував в школі-інтернаті в селі Чорноголова на Закарпатті (1959).
Після школи закінчив курси кранівників, працював на будівництвах Києва. З вересня 1961 року і до виходу на пенсію у 2002 працював в управлінні механізації орендно-акціонерної фірми «Київінвест» Київміськбуду.
За сумлінну працю неодноразово нагороджувався медалями, почесними знаками, почесними грамотами Київміськбуду  та районної і міської рад,дипломом «Кращий машиніст крану».
Станом на 2021 — ветеран праці, наставник молоді[джерело?]. 
Помер 12 грудня 2022 року і похований в с. Липівка на Київщині. 

## Родина
Дружина Катерина Михайлівна, мають двох синів — Олександр і Сергій, онуків, правнуків.

## Творча діяльність
Григорій Гребінченко співав під керівництвом народної артистки України Любимової Віри Михайлівни, заслужених діячів мистецтв Г. В. Куляби, В. Р. Лисенка, заслужених артистів України С. О. Кропиви, О. О. Чулюка-Заграя, заслуженого працівника культури України Андрійчук Петро Олександрович. Удосконалював свою вокальну майстерність також у студії Палацу культури фірми «Київінвест», під керуванням Валентини Дмитрівни Рождественської. Співпрацює з творчими колективами Центру технічної та художньої творчості «Печерськ» м. Києва.
Виступав у кращих залах Києва й інших міст і сіл України, в країнах Балтії, Молдові, Росії, Японії, Франції, Італії, Мальті, Туреччині, В'єтнамі, Болгарії, Румунії, Греції (в Акрополі). Багато разів співак виїжджав з концертами до ліквідаторів аварії на ЧАЕС.
Також виступає у рідному селі Гута, селах Медвин Білоцерківського району, де навчався в школі та Липівка Бучанського району на Київщині, де мешкає нині.
Учасник Всеукраїнського телемарафону «Пісня об'єднує нас» 1 квітня 2012 року.

## Відзнаки
- 1982 — Медаль «В пам'ять 1500-річчя Києва»
- 1989 — лауреат ІІІ Всесоюзного фестивалю народної творчості, переможець республіканського конкурсу вокалістів, присвяченого 175-річчю від дня народження Т. Г. Шевченка[1]
- 2000 — І місце і звання Лауреата на Міжнародному пісенному фестивалі імені М.Машкіна в Закарпатті[1]
- 2002 — Почесна відзнака Міністерства культури За досягнення в розвитку культури і мистецтва
- 2002 — Удостоєний почесного звання «Заслужений працівник культури України»[1]
- 2012 — Лауреат Міжнародної премії за доброчинність Міжнародного доброчинного фонду «Українська хата».
- 2019 — Нагрудний знак «Знак Пошани» (Київ)

## Дискографія
- Горнусь до тебе, рідний краю. МА «Саме так». 2007
- О, Боже, путь щасливу дай! МА «Саме так». 2012